# Rossz passzban (Így jártam anyátokkal)
A Rossz passzban az Így jártam anyátokkal című televízió-sorozat ötödik évadának hetedik epizódja. Eredetileg 2009. november 9-én vetítették, míg Magyarországon egy évvel később, 2010. október 11-én.
Ebben az epizódban Robin és Barney teljesen tönkremennek a kapcsolatuk alatt, ezért Marshall és Ted a szakítások nagymesterét, Lilyt kérik meg, hogy segítsen.

## Cselekmény
Barney és Robin kapcsolata komolynak látszik: Barney fel is szedett pár kilót, és a pornógyűjteményét Tednek ajándékozta. Ted egy szexépítészes kazettát be is rak a magnóba (bár a gyerekeinek úgy meséli el, mintha az csak véletlenül bepattant volna a magnóba), azonban azon nem pornó van, hanem Barney üzenete. Barney tudta, hogy Ted ezt a kazettát választaná, ezért ezen keresztül üzent: ha nála van ez a kazetta, akkor vagy meghalt, vagy komoly kapcsolatban él, és könyörög, hogy mentse meg. Megfigyeli őket és arra jut, hogy Barney és Robin kapcsolata tényleg elég rémes: Barney elhízik, Robin pedig teljesen lerobban. Ted szerint megölik egymást, Marshall és Lily szerint viszont csak rossz passzban vannak, és nem kellene közbeavatkozniuk.
De aznap este, amikor Marshall azt látja, hogy Barney megeszik a bárban egy hatalmas tál bordát, megkérdezi tőle, hogy boldog-e. Nem ad egyenes választ, és az alapján, amiket mond, úgy látja Marshall, hogy boldogtalan. Ezért ő és Ted elhatározzák, hogy megkérik Lilyt, hogy segítsen őket szétválasztani, hiszen korábban már ügyesen bombázott szét kapcsolatokat. De mivel közli, hogy azóta már visszavonult, ezért Ted úgy dönt, megismétli azt, ami nála is működött: egy pezsgő és egy eltévedt jegygyűrű. A terv visszafelé sül el, és amikor ezt Lily is látja, már beleegyezik, hogy segít őket elválasztani.
A terv az, hogy a négy legnagyobb veszekedésüket kell felemlegetni: a mosatlan tányérokat, a kanadai-amerikai szembenállást, hogy a rohamosztagosok királyak-e, és Barney exbarátnőit. Lily felhívja Alan Thicke-t, Robin régi munkatársát, hogy jelenjen meg az esti vacsorájukon, továbbá ott lesz Barney egyik régi barátnője, Őrült Meg is, egy rohamosztagosnak öltözött férfi, és egy rakás mosatlan tányér. Ők az eseményeket egy közelben leparkolt autóból figyelnék. Thicke és Meg megérkeznek, de egymással elegyednek szóba. Rohamosztagost nem sikerült szerezni, helyette Lily egy fickót hozott, aki robotnak öltözött a Lost In Space című filmből, mert Lily szerint a rohamosztagosok is robotok. Ahogy vitatkoznak, Robin és Barney egyenesen rájuk néznek az étteremből. Marshall és Ted úgy hiszik, lebuktak, de Lily tovább folytatja a tervet.
Ahogy figyelnek, azt látják, hogy nemcsak hogy nem vitatkoznak egymással, de távozás előtt még puszit is adnak egymásnak. A bárban aztán Robin bevallja nekik, hogy szakítottak. Amikor kinéztek az ablakon, igazából nem őket nézték, hanem a tükröződő képüket, hogy mivé lettek. Akkor jöttek rá, hogy ez nem mehet így tovább, és szakítottak. Barney tartott attól, hogy ezután lehetnek-e barátok, de Robin azt mondta, hogy gondoljon úgy rá, hogy újra összejöttek, mint barátok. Bár szerinte kell még idő ahhoz, hogy Barney összeszedje magát, ő "Megjött apuci!" felkiáltással jelenik meg a bárban, azonnal visszatérve régi énjéhez.
Az epizód végén Alan Thicke megemlíti, hogy ő és Robin szerepeltek egy rövid életű kanadai tévésorozatban. Barney, ahogy ezt megtudja, hanyatt-homlok elrohan, hogy megtalálhassa.

## Kontinuitás
- Robin leszólja Barney életnagyságú rohamosztagosát, ami a lakásán található, "rohamfostagosnak" gúnyolva azt. "A világ legjobb párosa" című részben még egy klónkatona volt a lakásán, amit Lily rohamosztagosnak nézett. Lily Star Wars-szal kapcsolatos tudatlansága és érdektelensége abban az epizódban is látszott.
- Barney pornógyűjteménye először "A világ legjobb párosa" című részben szerepelt. Lily ott még azt állította, hogy Marshall nem néz pornót.
- A Ted által eredetileg kigondolt szakítós terv a "Valami kék" című részben volt látható.
- Barney a "Beboszetesza" című részben szedte össze Meget, aki a "Selejtező" című rész tanúsága szerint még mindig odáig van érte.
- Alan Thicke és Robin barátsága a "Homokvárak a homokban" című részből derült ki.
- Lily terve alatt a "Murder Train" című szám szól.
- Barney azt javasolja, hogy ha már elmúltak 40 évesek és mindketten szinglik lennének, házasodjanak össze, amire Robin azt mondja, hogy már Teddel kötött egy ilyen megállapodást ("A terasz")
- Ebből az epizódból kiderül, hogy az előző részben megindított eljárás még nem ért véget, és Robin még nem kettős állampolgár. A "Mosolyt!" című rész visszatekintésében pedig még együtt vannak.

## Jövőbeli visszautalások
- A pizzafutár szerepel az "Állati történetek" című részben is.
- Az Alan Thicke által említett sorozat a "Glitter" című rész témáját adja.
- Barney és Robin szakítása az "Elfogadom a kihívást" című részben merül fel újra.
- Ted a "Nem sürgetlek" című részben feloldja a Robinnal kötött megállapodását.
- A Hóbortos hétvége című film újraalkotása újra téma a "Fergeteges hétvége", "Lovagias Ted", és "Feltámadás" című részekben.

## Érdekességek
- Bryan Cranston és Bob Odenkirk után Matt. Jones a harmadik színész, aki szerepel a "Breaking Bad - Totál szívás" című sorozatban és ebben is. Az általa játszott pizzafutár felbukkan az "Állati történetek" című epizódban is.
- Marshall céloz arra, hogy Lily felszedett pár kilót a kapcsolatuk alatt. Ez egy utalás az őt játszó Alyson Hannigan terhességére.

## Zene
- Henry Mancini - Peter Gunn Theme
- The Foreskins - Murder Train

## Vendégszereplők
- April Bowlby - Meg
- Whit Hertford - Lost in Space robot
- Matt Jones - pizzafutár
- Alan Thicke - önmaga